# Kirill Andrejewitsch Gun
Kirill Andrejewitsch Gun (russisch Кирилл Андреевич Гун; * 8. April 1898; † 31. Oktober 1983) war ein sowjetischer Theater- und Film-Schauspieler.

## Leben und Leistungen

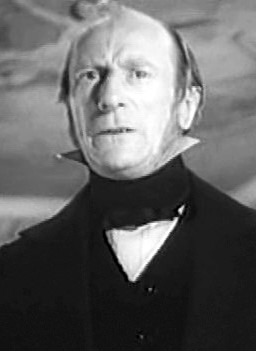
Kirill Gunn in Pirogow (1947)

Kirill Gun war der Sohn des Architekten Andrei L. Gun, der als Professor an der Akademie der Künste lehrte. Er absolvierte 1923 die Schauspielschule am Alexandrinski-Theater, trat kurzzeitig im Theater Вольная комедия (Wolnaja komedija) in Leningrad auf und spielte danach von 1924 bis 1927 am Freien Theater. Es folgten Engagements am Dramatheater Gosnardom (1929–1931), am Komödientheater LOUT (1934–1935) und am im Rahmen des Proletkultur-Programms gegründeten LOSPS-Theaters (1936). Von 1937 bis 1941 trat Gun letztlich am Leningrader Komödientheater auf.
Sein Filmdebüt gab der dunkelhaarige Darsteller 1927 in Nikolai Grigorjewitsch Schpikowskis Чашка чая (Tschaschka tschaja). Ein Jahr später war er in den Animationsfilmen 
Бузилка (Busilka) und Комната с мебелью (Komnata s mebelju) als Sprecher zu hören und gab auch eine Nebenrolle in Сын рыбака (Syn rybaka), einem Film über Michail Lomonossow. Nach drei weiteren Filmen trat Gun zwischen 1930 und 1947 nicht mehr vor die Kamera, eine weitere längere Pause folgte von 1949 bis 1955. In der Zwischenzeit war er in den Filmbiografien Der Chirurg Pirogow (1947) über Nikolai Pirogow, Entschleierte Geheimnisse (1949) über Iwan Pawlow und Михайло Ломоносов (Michailo Lomonosow, 1955), einer weiteren Produktion über Michail Lomonossow, zu sehen. Von den späten 1950er Jahren an trat Gun bis 1981 regelmäßig im Film auf, seine Filmografie umfasst 37 Werke. Er war ausschließlich als Nebendarsteller oder Statist zu sehen.
1960 gab Gun in Die Dame mit dem Hündchen einen Beamten, unter der Regie von Nadeschda Koschewerowa trat er in Ein uraltes Märchen (1968) und Тень (Ten, 1971) auf, nachdem er bereits 1947 in einer ungelistete Rolle einen Höfling in ihrem Märchenfilm Aschenbrödel dargestellt hatte. Gun war darüber hinaus mit Fjodor Michailowitsch Nikitin (1900–1988) in dem Kurzfilm Лебединая песня (Lebedinaja pesnja, 1965) nach einer Erzählung von Anton Tschechow zu sehen, weitere Literaturverfilmungen waren Игрок (Igrok, 1972) auf Grundlage des Romans Der Spieler von Fjodor Dostojewski und Die Abenteuer des Ballonpiloten J.A. nach Jules Verne. Seinen letzten Auftritt hatte er 1981 in 20 декабря (20 dekabrja), einer Fernsehfilmreihe nach einem Drehbuch von Julian Semjonow.

## Filmografie (Auswahl)
- 1947: Aschenbrödel (Soluschka)
- 1947: Der Chirurg Pirogow (Pirogow)
- 1949: Entschleierte Geheimnisse (Akademik Iwan Pawlow)
- 1960: Die Dame mit dem Hündchen (Dama s sobatschkoi)
- 1968: Ein uraltes Märchen (Staraja, staraja skaska)
- 1969: Des Mordes angeklagt (Obwinjajutsja w ubistwe)
- 1972: Dauria
- 1972: Der Spieler (Igrok)
- 1973: Die Abenteuer des Ballonpiloten J.A. (Slomannaja podkowa)
- 1975: Zement (Fernsehfilm)
- 1978: Asja
- 1980: Solo (Kurzfilm)